# Chiasmocleis jimi
Chiasmocleis jimi là một loài ếch trong họ Nhái bầu. Chúng là loài đặc hữu của Brasil. It is a common species within its range, found in leaf-litter of old-growth forests.
Các môi trường sống tự nhiên của chúng là các khu rừng ẩm ướt đất thấp nhiệt đới hoặc cận nhiệt đới và đầm nước ngọt có nước theo mùa.